# 347016 Haydnhuntley
347016 Haydnhuntley è un asteroide della fascia principale. Scoperto nel 2010, presenta un'orbita caratterizzata da un semiasse maggiore pari a 2,5564502 au e da un'eccentricità di 0,1021869, inclinata di 14,64402° rispetto all'eclittica.